# HC Berlicum
Hockeyclub Berlicum is een Nederlandse hockeyclub uit Berlicum.
De club werd in 1982 opgericht en heeft zowel een zandveld als een semi-waterveld. Het eerste herenteam speelt in de derde klasse en het damesteam speelt in de vierde klasse.